# Tara E. Brendle
Tara Elise Brendle est une mathématicienne américaine qui travaille sur la Théorie géométrique des groupes, qui implique l'intersection de l'algèbre et de la topologie de basse dimension. En particulier, elle étudie la cartographie des groupes de classes de surfaces, notamment les groupes de tresses, et leur relation avec les groupes d'automorphisme des groupes libres et des groupes arithmétiques. Elle est professeur de mathématiques et directrice du département de mathématiques à l'Université de Glasgow.

## Biographie
Brendle obtient son BS en mathématiques, magna cum laude, du Haverford College en 1995. À Haverford, elle remporte les honneurs de la conférence All Middle-Atlantic en 1992 pour son jeu de Volley-ball et remporte une mention honorable en 1995 avec le prix Alice T Prix Schafer d'excellence en mathématiques de l'Association pour les femmes en mathématiques pour ses recherches de premier cycle en théorie des nœuds. Elle obtient sa maîtrise en mathématiques de l'Université Columbia en 1996 et termine ensuite son doctorat à Columbia sous la supervision de Joan Birman en 2002. Après avoir reçu son doctorat de Columbia, Brendle est professeur adjoint à la Fondation nationale pour la science VIGRE à l'Université Cornell et professeur adjoint à l'Université d'État de Louisiane. Elle part à son poste actuel à l'Université de Glasgow en 2008.
Brendle devient membre de la Young Academy of Scotland en 2014. Elle est élue membre de l'American Mathematical Society en 2020, "pour ses contributions à la topologie et à la géométrie, pour ses conférences explicatives et pour ses services à la profession visant à la pleine participation des femmes aux mathématiques.". Elle est élue membre de la Royal Society of Edinburgh en 2021 et remporte la même année le Senior Whitehead Prize.